# In Your Own Time
In Your Own Time es el segundo álbum de estudio de Mark Owen. El álbum fue lanzado el 3 de noviembre de 2003, casi siete años después de su primer álbum Green Man. Dos singles fueron lanzados del álbum: "Four Minute Warning" y "Alone Without You". El álbum alcanzó el puesto 59 en las listas de éxitos, 26 lugares más abajo que su álbum debut.

## Lista de canciones
| N.º | Título                      | Escritor(es)                                         | Duración |  |
| 1.  | «Four Minute Warning»       | Gary Barlow, Elliot Kennedy, Mark Owen               | 4:05     |  |
| 2.  | «Gravity»                   | John McLaughlin, Mark Owen, Steve Robson             | 3:21     |  |
| 3.  | «Alone Without You»         | Mark Owen                                            | 3:57     |  |
| 4.  | «Head In The Clouds»        | Robert Harris, Mark Owen                             | 3:23     |  |
| 5.  | «Kill With Your Smile»      | Gary Clark, Mark Owen                                |          |  |
| 6.  | «Close To The Edge»         | Guy Batson, Mark Owen, Henry Priestman               | 4.18     |  |
| 7.  | «How Do You Love»           | Mark Owen, Ali Thomson                               | 3:44     |  |
| 8.  | «Pieces Of Heaven»          | Mark Owen, Peter-John_Vettese                        | 3:11     |  |
| 9.  | «Turn The Light On»         | Gary Barlow, Elliot Kennedy, Mark Owen               | 3:13     |  |
| 10. | «Crush»                     | Robert Harris, Mark Owen                             | 3:23     |  |
| 11. | «Baby I'm No Good»          | Bjorklund, Lind, Mark Owen                           | 3:15     |  |
| 12. | «If You Weren't Leaving Me» | Gary Barlow, Elliot Kennedy, Mark Owen, Tim Woodcock | 3:17     |  |
| 13. | «My Life»                   | Goudie, Ian McCulloch, John McLaughlin, Mark Owen    | 4:23     |  |

## Posicionamiento
| País        | Posición |
| ----------- | -------- |
| Reino Unido | 59       |

- Datos: Q3149679